# Acromyrmex lundii
Acromyrmex lundii es una especie de hormiga cortadora de hoja del género Acromyrmex, tribu Attini, familia Formicidae. Fue descrita científicamente por Guérin-Méneville en 1838.
Se distribuye por Argentina, Brasil, Paraguay y Uruguay. Se ha encontrado a elevaciones de hasta 100 metros. Habita en pastizales y nidos.